# Weichenlaufkette
Die Weichenlaufkette (WLK) ist bei Bahnanlagen eine Einrichtung auf einem elektrischen Stellwerk, die nach Abgabe eines Befehls zur Fahrstraßeneinstellung sämtliche Weichen, Kreuzungen und Gleissperren im Fahr- und Durchrutschweg sowie als Flankenschutz selbsttätig in die richtige Stellung bringt. Eine Weichenlaufkette beinhaltet mehrere örtlich zusammengehörige Weichen, beispielsweise jene in einem Bahnhofskopf. Da die elektrischen Weichenantriebe aufgrund des Anlaufstroms am Anfang eines Umstellvorgangs am meisten Energie benötigen, laufen diese im Abstand von 0,25 Sekunden gestaffelt an. Dadurch soll eine Überlastung der Energieversorgung vermieden werden.
Der Bediener kann die Weichenlaufkette sperren. Dadurch kann auf einem Stellwerk das fahrstraßenbewirkte Umstellen der Weichen unterbunden werden. Eine Einzelumstellung von Weichen ist jedoch immer noch möglich. Die Sperrung der Weichenlaufkette ist zur Sicherheit vor einigen Hilfsbedienungen erforderlich und wird bei den meisten Bauformen vom Stellwerk überwacht.
In Gleisbildstellwerken der ehemaligen Deutschen Reichsbahn wird diese Einrichtung als Weichenselbstlauf bezeichnet.